# 544
544 (DXLIV) je bilo prestopno leto, ki se je po julijanskem koledarju začelo na petek.

## Dogodki
- 1. januar